# Itse
Itse è il primo album in studio del gruppo black metal finlandese Ajattara, pubblicato nel 2001.

## Tracce
1. Yhdeksäs – 4:45
2. Verivalta – 3:57
3. Musta aurinko – 3:24
4. Kuolevan rukous – 3:37
5. Ägräs – 4:16
6. Murhamiesi – 3:59
7. Tulessa – 3:06
8. Manan lapset – 4:50
9. Rajan takaa – 3:45
10. Vihan musta tanssi – 2:27

## Formazione
- Ruoja - voce, chitarre, tastiere
- Atoni - basso
- Malakias I - batteria